# نجمای مازندرانی
نجما آوازی مازندرانی است که اشعار فارسی دارد. ملودی نجما در دستگاه شور و از گوشه رهاوی تأثیر پذیرفته است. از نظر موسیقیایی با موسیقی فارس و مناطقی از خراسان شباهت دارد. آواز نجما مانند آواز امیری، ریتم ندارد و در دستگاه شور ارائه می‌شود. تا به امروز شاعر آوازهای نجما مشخص نیست.

## پیش‌زمینه
نجما، نام عاشقی است که در فراق معشوقه‌اش به نام «رعنا» ترانه‌هایی ساخته که در آهنگ ابوعطا خوانده می‌شود. این داستان که مانند ویس و رامین و لیلی و مجنون سرگذشت جان‌گداز دل داده‌ای را تشریح می‌نماید. گوینده این داستان همان عاشق حقیقی این سرگذشت می‌باشد.
از داستان‌های بومی مازندران بوده و در اغلب نقاط مازندران، روستاییان آن را به یاد سپرده و در زمان جشن و شادمانی و شب‌نشینی‌ها و مجالس عروسی و سرور می‌خوانند. تاریخ زندگی سراینده به تحقیق به دست نیامد، ولی محقق است از زمان باستان مشهور صفحات شمال بوده‌است.